# クリスティー (小惑星)
クリスティー (129564 Christy) は小惑星帯に位置する小惑星。ローウェル天文台でマーク・W・ビュイーが発見した。
冥王星の最大の衛星カロンを発見した、アメリカの天文学者のジェームズ・クリスティーから命名された。